# Вейбюский клад

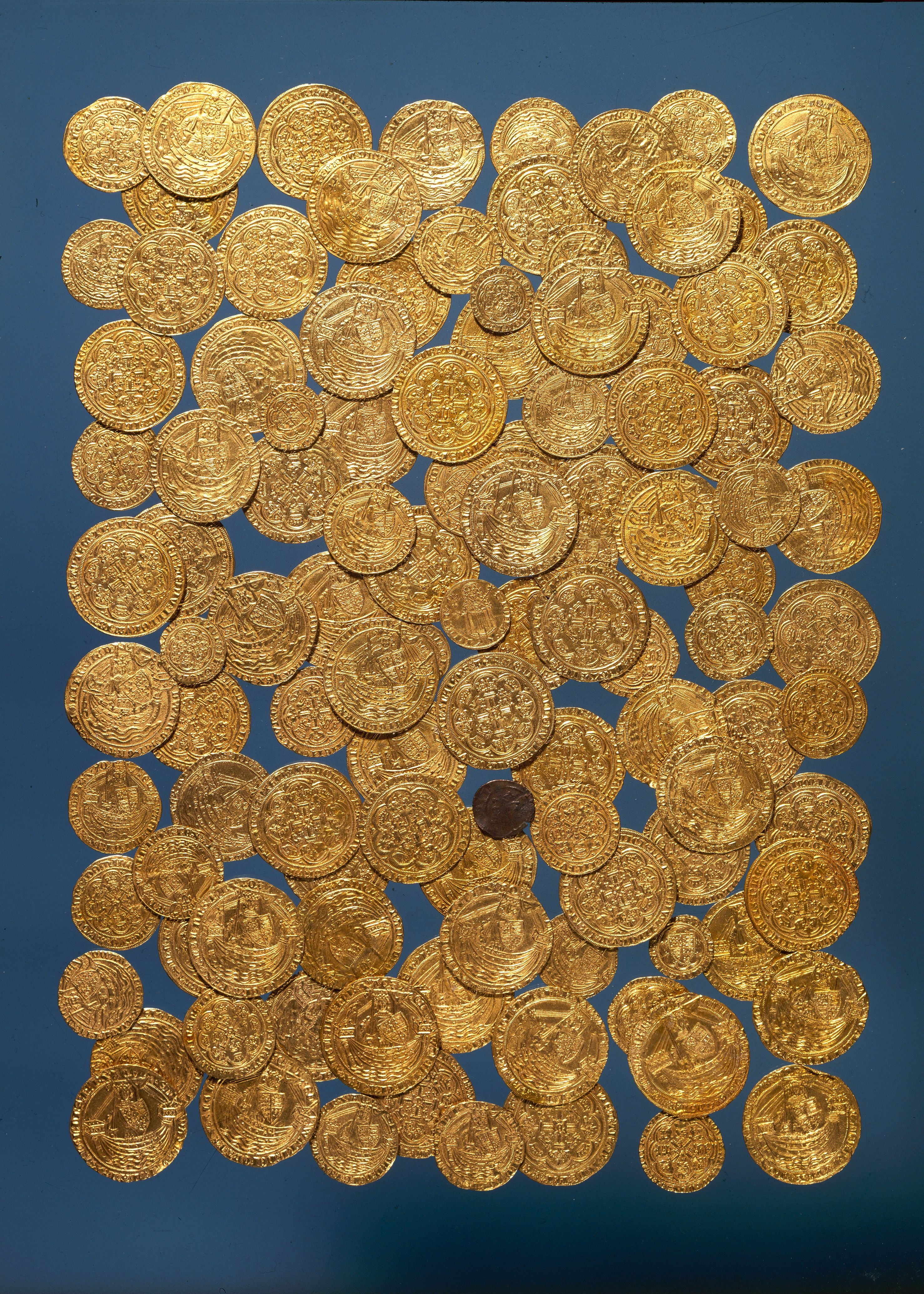
Вейбюский клад

Вейбюский клад — клад, обнаруженный в 1976 году на мелководье у северного побережья Зеландии на пляже Вейбю, примерно в 60 км к северу от Копенгагена.
Он состоит из 110 золотых монет и одной медной монеты. 109 золотых монет — английские нобли, а одна — любекский гульден. Клад был найден в корабле, который потерпел крушение в этом месте примерно между 1377 и 1380 годами по пути к Балтийскому морю или рынкам Сконе для торговли. Сейчас он выставлен в Национальном музее Дании.

## Находка
Обломки принадлежали одному из двух затонувших судов в этом районе, обследованных водолазом в 1920-х годах. В одном из них находились только балластные камни, и поэтому оно не привлекло его внимания. На другом затонувшем корабле находились проржавевшие винтовки, которые были подняты с помощью взрывчатки, чтобы проверить, не спрятаны ли под ними драгоценные металлы. Водолаз ничего не нашел и поэтому потерял интерес к данному месту.
16-летний школьник Йеспер Эгесё, интересующийся археологией, заметил жестяную пластину, торчащую из песка, когда нырял на этом месте летом 1975 года. Он сообщил о своей находке в отдел средневековой истории Национального музея Дании, эксперты которого не смогли распознать находку, и передали информацию в Лабораторию истории кораблей музея. Они договорились о встреч в начале лета 1976 года, но из-за плохой погоды ее пришлось отложить. Эгесё пообещал держать затонувшее судно под наблюдением и никому о нем не рассказывать. Вскоре после этого, когда он снова отправился туда, он обнаружил 94 золотые монеты. Лаборатория истории кораблей немедленно направила на место группу экспертов. Они провели следующие десять дней, исследуя дно. В результате было обнаружено еще 16 золотых монет, одна медная монета, фрагменты горшков и кувшинов из бронзы и олова, фрагменты текстиля и ряд других предметов. Эгесё получил от Национального музея вознаграждение в размере 15 000 датских крон. Через шесть недель обломки корабля были подняты и перевезены в Копенгаген для консервации

## Описание клада
Общий вес 111 монет составляет 694 грамма. 109 из 110 золотых монет — это английские нобли, отчеканенные во время правления Эдуарда III в период с 1351 по 1377 год. 74 из них были номиналом в 1 нобль, 30 — полнобля и пять — четверть нобля. Последней монетой был любекский гульден. Последней из 111 монет был фламандский нит, изготовленный из почти чистой меди.